# Andrij Wynokurow

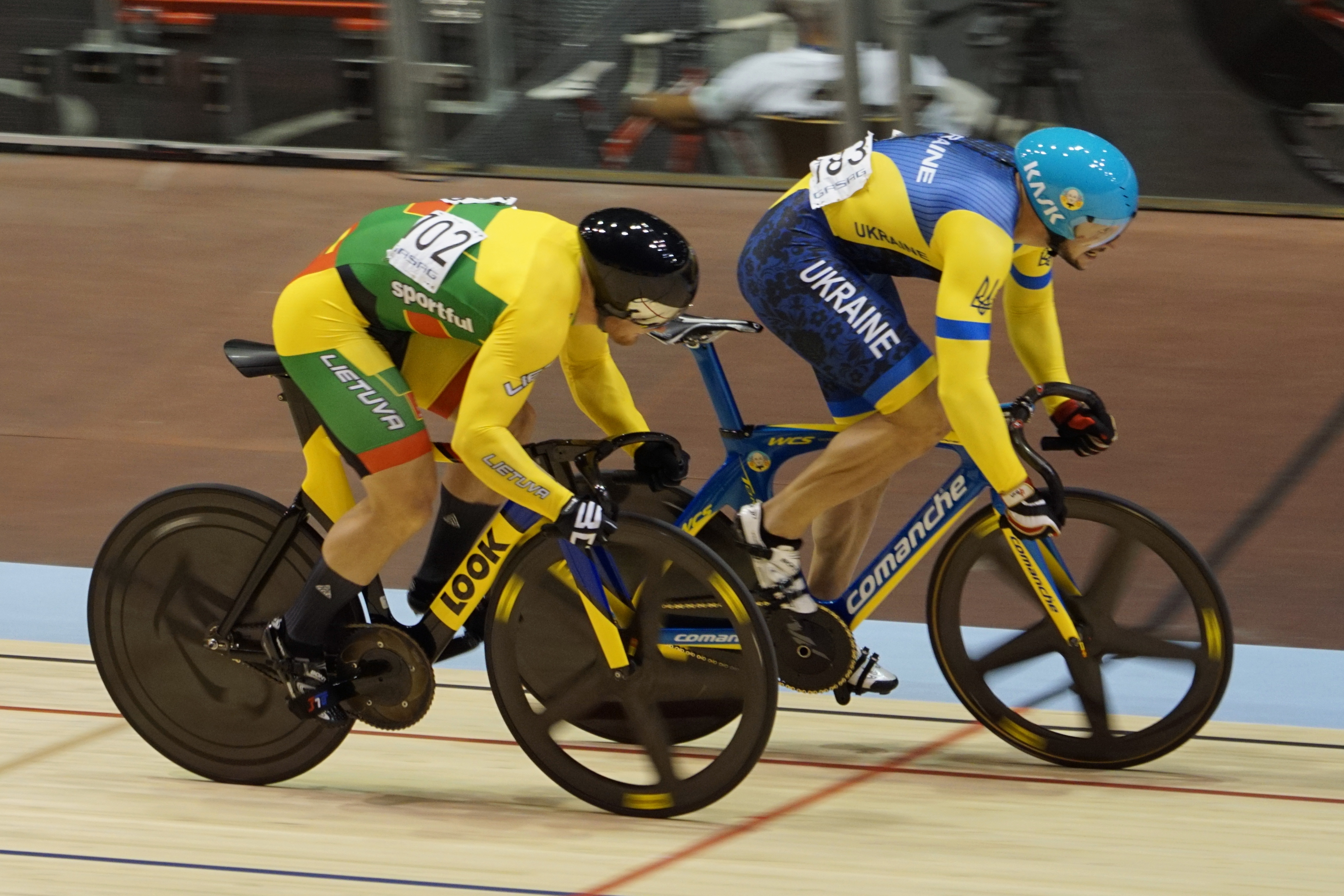
Wynokurow im Sprintturnier der Bahn-EM 2017, links Vasilijus Lendel aus Litauen

Andrij Wynokurow, auch Andrii oder Andrij Vynokurov (ukrainisch Андрій Винокуров; * 14. August 1982 in Charkiw, Ukrainische SSR, Sowjetunion) ist ein ehemaliger ukrainischer Radsportler. Er war der dominierende Sportler seines Landes in den Kurzzeitdisziplinen auf der Bahn in den 2010er Jahren.

## Sportliche Laufbahn
2000 errang Andrij Wynokurow zwei Medaillen bei den Junioren-Bahnweltmeisterschaften: eine silberne im 1000-Meter-Zeitfahren sowie eine bronzene im Sprint. 2001 errang er jeweils den Titel des U23-Europameisters in Sprint und Keirin sowie 2004 im Keirin. 2005 und 2006 gewann er die Keirin-Wettbewerbe bei den Läufen des Bahnrad-Weltcups in Moskau. 2008 startete Wynokurow bei den Olympischen Spielen in Peking, schied aber im Keirin im Hoffnungslauf nach der ersten Runde aus.
In den folgenden Jahren konnte Wynokurow zunächst nicht an seine bisherigen Leistungen anknüpfen. 2015 wurde er dreifacher ukrainischer Meister in Sprint, 1000-Meter-Zeitfahren und im Teamsprint. 2016 wurde er Vize-Europameister im Keirin und belegte im Sprint Platz drei. Beim zweiten Lauf des Bahnrad-Weltcups 2016/17 in Apeldoorn gewann er die Goldmedaille im Keirin und die Silbermedaille im Sprint, nachdem er schon im ersten Lauf in Glasgow Bronze im Keirin errungen hatte. Diese Saison schloss er mit dem Gesamtsieg im Sprint ab, und die darauffolgende (Bahnrad-Weltcup 2017/18) mit dem Gesamtsieg im Keirin.
2018 beendete Andrij Wynokurow seine aktive Radsportlaufbahn.
Im Julie 2025 fiel der Sohn von Andrij Wynokurow, Kyrylo, ebenfalls ein Radsportler, bei Kämpfen während des russischen Überfalls auf die Ukraine, während der Vater weiterhin als Soldat dient. Er stellte seine Trikots zum Verkauf zur Verfügung; aus dem Erlös wurde Treibstoff für das Militär gekauft.

## Erfolge
2000
- Junioren-Weltmeisterschaft – 1000-Meter-Zeitfahren
- Junioren-Weltmeisterschaft – Sprint

2001
- Europameisterschaft (U23) – Sprint, Keirin

2004
- Europameisterschaft (U23) – Keirin

2005
- Bahnrad-Weltcup in Moskau – Keirin

2006
- Bahnrad-Weltcup in Moskau – Keirin

2008
- Ukrainischer Meister – Sprint, Keirin

2015
- Ukrainischer Meister – Sprint, Keirin, 1000-Meter-Zeitfahren, Teamsprint (mit Andrij Kuzenko und Andrij Sach)

2016
- Bahnrad-Weltcup in Apeldoorn – Sprint
- Europameisterschaft – Keirin
- Europameisterschaft – Sprint
- Ukrainischer Meister – Keirin, Teamsprint (mit Wolodymyr Butschynyskyj und Andrij Kuzenko)

2017
- Bahnrad-Weltcup 2016/17 – Gesamtwertung Sprint
- Europameisterschaft – Keirin
- Ukrainischer Meister – Sprint, Keirin, 1000-Meter-Zeitfahren, Teamsprint (mit Wolodymyr Butschynyskyj und Andrij Kuzenko)

2018
- Bahnrad-Weltcup 2017/18 – Gesamtwertung Keirin
- Ukrainischer Meister – Sprint, Keirin, Teamsprint (mit Oleksandr Moschenskiy und Sergii Bilyi)